# Niia (chanteuse)
Pour les articles homonymes, voir Niia et Bertino.
 (septembre 2019).
Si vous disposez d'ouvrages ou d'articles de référence ou si vous connaissez des sites web de qualité traitant du thème abordé ici, merci de compléter l'article en donnant les références utiles à sa vérifiabilité et en les liant à la section « Notes et références ».
Niia, de son nom complet Niia Bertino, née le 11 juillet 1988 à Needham, au Massachusetts est une auteure-compositrice-interprète et pianiste américaine.

## Biographie
La mère de Niia a donné à sa fille ses premières leçons du piano. À l'âge de 13 ans, Niia a commencé à chanter et se produire sur scène. Après le lycée, Niia a déménagé à New York où elle fréquentait New School for Jazz and Contemporary Music avec voix jazz comme discipline principale. Plus tard, elle s'est installée à Los Angeles.

## Carrière musicale
Niia travaille sur son premier album, dont les détails sont inconnus pour le moment au grand public. Un nouveau titre intitulé Bored to Death est sorti en juin 2016. Il fera partie de l'album. La présentation de ce titre a eu lieu lors de l'émission radio Beats 1 animée par Zane Lowe.

## Discographie

### Vidéoclips
- 2013 : Made For You
- 2013 : Generation Blue
- 2014 : Body
- 2014 : David's House
- 2015 : For A Night (Ana-Tole feat. Niia)
- 2017 : Hurt You First
- 2017 : Sideline (feat. Jazmine Sullivan)
- 2018 : Constantly Dissatisfied (feat. Gallant (en))
- 2018 : Day & Night
- 2018 : Nobody

## Récompenses
En 2005, la National YoungArts Foundation (en) sélectionne Niia parmi les 100 meilleurs chanteurs du pays et lauréat national dans la catégorie voix de jazz. En plus, elle est devenue lauréate nationale dans la catégorie jazz voix "National Foundation for Advancement in the Arts Recognition and Talent Search" (Fondation Nationale pour l'Avancement dans la Reconnaissance des Arts et la Recherche des Talents),. 